# Áki Samuelsen
Áki Debes Samuelsen (* 17. April 2004 auf den Färöer) ist ein färöischer Fußballspieler, der hauptsächlich als Linksaußen spielt.

## Karriere

### Verein
Áki Samuelsen begann seine Fußballkarriere in der Jugendabteilung des FC Midtjylland, bevor er im Jahr 2020 zu HB Tórshavn wechselte. Er debütierte am 6. Juni 2020 für HB Tórshavn in der Betri-deildin, der höchsten Fußballliga der Färöer.  Er absolvierte insgesamt wettbewerbsübergreifend 117 Spiele für die erste Mannschaft und erzielte dabei 33 Tore. Im Januar 2025 wechselte er in die norwegische 2. Liga zu Ranheim.
Auch international konnte Samuelsen Erfahrungen sammeln, in der UEFA Champions League 2021/22-Qualifikation spielte man am 22. Juni 2021 gegen Inter Club d’Escaldes, Tórshavn verlor mit 0:1. Deshalb musste der färöische Fußballclub in die UEFA-Europa-Conference-League-Qualifikation. HB Tórshavn startete in der 2. Runde die am 22. Juli 2021 stattfand. An diesem Tag machte er sein Debüt gegen FK Budućnost Podgorica. Insgesamt hat er schon sieben Einsätze auf internationalem Boden absolviert. (Stand 23. August 2023)

### Nationalmannschaft
Samuelsen hat verschiedene Jugendnationalmannschaften der Färöer durchlaufen. Er war Teil der U15- bis zur U21-Nationalmannschaft. Sein Debüt für die färöische U15-Nationalmannschaft gab er am 27. Oktober 2017. Er spielte auch für die U17- und U19-Nationalmannschaften, bevor er schließlich im Jahr 2021 in die U21-Nationalmannschaft aufstieg.

## Erfolge
HB Tórshavn
- färöischer Meister: 2020
- färöischer Pokal: 2020
- Färöischer Fußball-Supercup: 2021